# Тепловентилятор

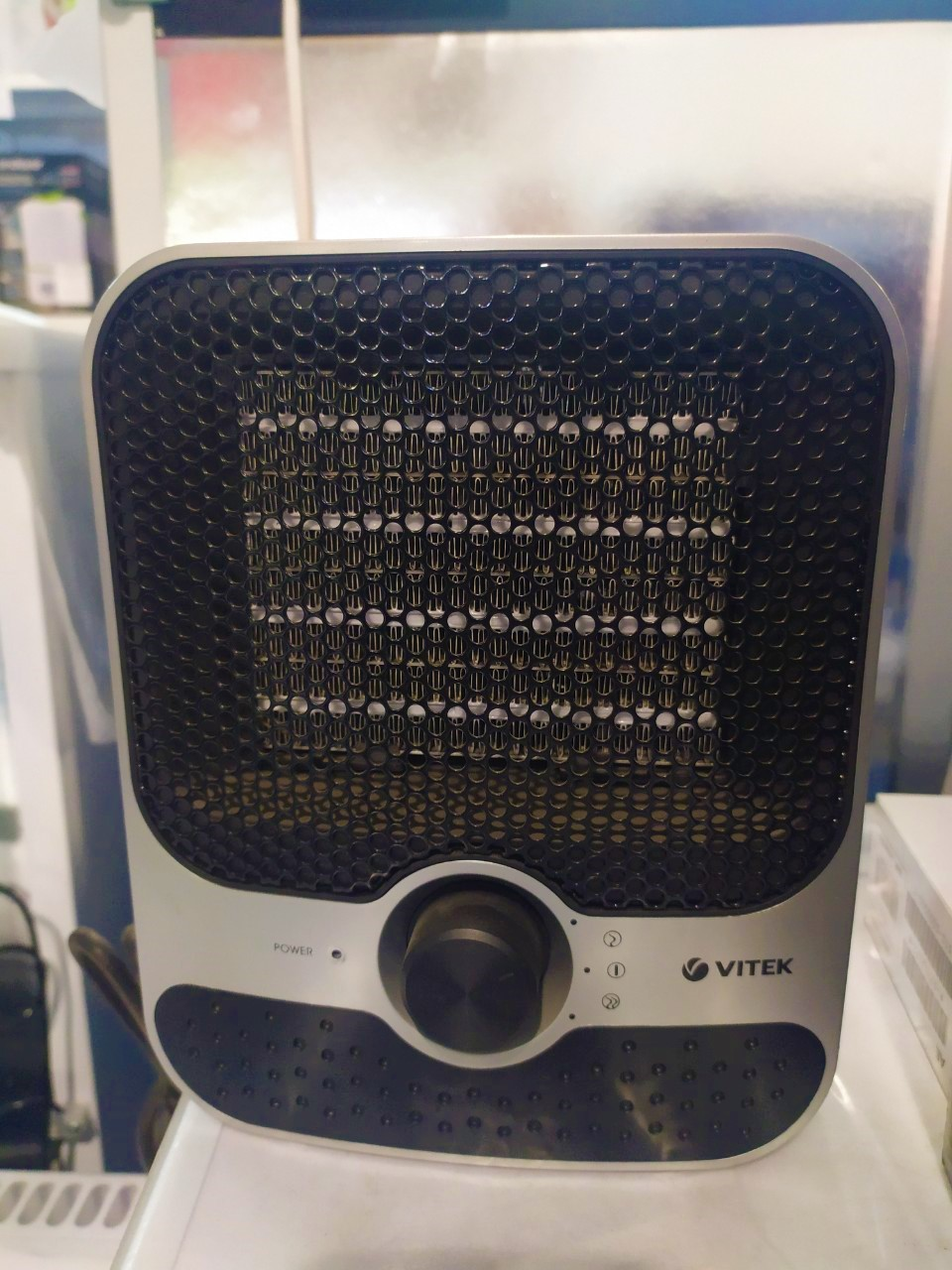
Бытовой напольный тепловентилятор

Тепловентиля́тор (тепловая пушка) — отопительный прибор, нагревающий поток воздуха, продуваемого через нагревательный элемент, при помощи встроенного вентилятора, может использоваться как фен для волос, сушки: одежды, листов бумаги на безопасном расстоянии примерно 50 см.
Использование тепловентилятора наиболее обосновано в помещениях, где не требуется постоянное поддержание комфортных температур, но нуждающихся в быстром их достижении. Нагревательный элемент быстро достигает рабочей температуры, а принудительное нагнетание воздуха обеспечивает его более быструю циркуляцию в объёме помещения. При отключенном нагревательном элементе многие модели способны выполнять функцию обычного вентилятора, при достаточной мощности обдува.

В зависимости от класса изделия улучшаются шумовые и очистительные показатели тепловентиляторов. Существуют модели, применение которых возможно даже во влажных помещениях.
При высоте потолка в помещении свыше 3 м экономически целесообразно оснащение потолочными вентиляторами (дестратификаторами) для перенаправления вниз нагретого воздуха, скапливающегося наверху.

## Конструкция и принцип работы

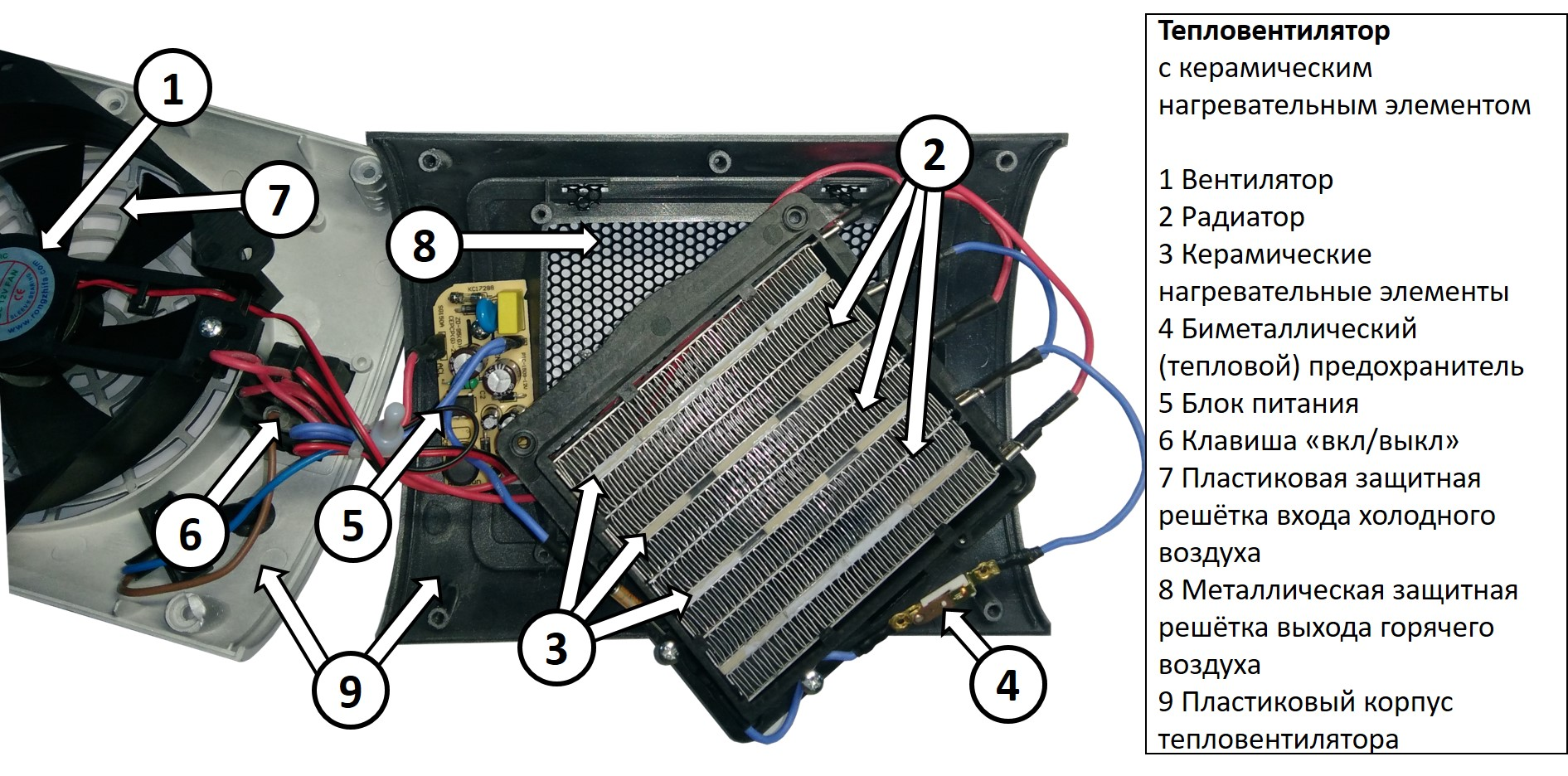
Устройство керамического тепловентилятора

Специальный элемент в корпусе изделия нагревается до высокой температуры, а через него проходит воздушный поток, создаваемый вентилятором. Результат — мощная струя воздуха высокой температуры.
По источнику теплоты тепловентиляторы подрязделяются на:
- электрические, в том числе:
  - спиральные — нагревательный элемент в виде открытой спирали из проволоки, как правило нихромовой или константановой;
  - ТЭНовые (нагревательный элемент — ТЭН (трубчатый электрический нагреватель), ТЭН может быть гладким или оребрённым, оребрённый ТЭН лучше передаёт теплоту воздуху);
  - с керамическим нагревательным элементом
- газовые (СУГ, природный газ);
- жидкого топлива (дизельное, керосин, отработанное масло), в том числе[2]:
  - прямого нагрева (тёплый воздух выходит вместе с отработанными газами). Имеют большой КПД, близкий к 100 %, но загрязняют воздух продуктами сгорания, что нежелательно для помещений, в которых находятся люди.
  - непрямого нагрева (сгорание топлива происходит в герметичной камере, теплый воздух не смешивается с продуктами сгорания, которые выводятся через отдельную трубу в дымоход). Не загрязняют помещение продуктами сгорания, но имеют несколько меньший КПД (так как часть тепла уходит вместе с отработанными газами) и гораздо более высокую стоимость (из-за более сложной конструкции).

По сфере применения:
- Бытовые — это всегда электрические тепловентиляторы, поскольку в жилых помещениях недопустимо использовать тепловентиляторы на газе или жидком топливе из-за пожароопасности, ровно как и недопустимо загрязнение воздуха продуктами горения топлива в жилом помещении.
- Промышленные (часто называют «тепловые пушки» или «теплогенераторы»), как правило большой мощности (от 5 кВт), часто на жидком или газообразном топливе.
- Транспортные (электрические отопители) — устанавливаются в троллейбусах, трамваях и электробусах, являются электрическими тепловентиляторами, часто располагаются у дверей (в электробусах) и под пассажирскими сиденьями. Работают от бортовой сети транспортного средства. Существуют также и автомобильные тепловентиляторы, работающие от сети 12 или 24 вольт от разъёма прикуривателя.

По способу установки:
- Переносные.
- Стационарные: напольные, настенные, потолочные.

Также различают:
- Автономные
- Встраиваемые в отопительную систему

Тепловентиляторы очень эффективны, так как работают в режиме непрерывного обогрева (в то время как многие масляные радиаторные электрообогреватели регулярно отключаются для предотвращения перегрева внутренних элементов и внешней поверхности). Также благодаря нагнетаемому потоку воздуха тепловентиляторы обеспечивают более равномерную температуру в разных частях помещения.

## Безопасность использования
- Наличие взвешенных капелек воды и водяного тумана в помещениях небезопасно для эксплуатации электрических тепловентиляторов, особенно с открытой спиралью.
- Необходимо следить за чистотой электрического (особенно спирального) нагревательного элемента тепловентилятора и производить его очистку (чаще всего достаточно и обыкновенного пылесоса, но очищать элемент с помощью воды или мокрой ветоши категорически нельзя) — наличие слоя из пыли может привести к пожару.
- Для защиты от возможного возгорания в тепловентиляторах обязательно должен быть защитный термостат.
- Неэлектрические тепловентиляторы (дизельные отопители, газовые тепловые пушки) представляют некоторый (сравнительно небольшой) риск отравления парами топлива и продуктами сгорания — углекислым и угарным газами. Применение таких отопительных приборов в жилых помещениях недопустимо, они для этого не предназначены.